# Chiến dịch Janbaz
Cuộc tấn công Bộ Tổng Tham mưu Quân đội Pakistan tiếp diễn ngày 10 tháng 10 năm 2009, khi 10 tay súng mặc giả lính chính phủ và mở cuộc đột kích táo bạo vào Bộ Tổng Tham mưu tại Rawalpindi, Punjab, Pakistan, nơi được coi là bố phòng cẩn mật nhất tại Pakistan. Vụ tấn công giết chết chín binh sĩ, chính phiến quân và hai dân thường. Một phiến quân bị thương và bị các lực lượng an ninh bắt.

## Bối cảnh
Cuộc tấn công xảy ra trong lúc chính phủ Pakistan chuẩn bị mở cuộc hành quân lớn nhắm vào cứ địa của phiến quân Hồi giáo quá khích trong vùng núi non hiểm trở dọc theo biên giới với Afghanistan.

## Tấn công lúc đầu
Cuộc tấn công xảy ra vào lúc giữa trưa khi 10 tay súng mặc đồ ngụy trang, mang theo tiểu liên và lựu đạn, lái một chiếc xe van màu trắng đến cổng Bộ Tổng Tham mưu rồi bất ngờ xả súng tấn công đột kích táo bạo vào nơi được coi là bố phòng cẩn mật nhất tại Pakistan. Sau 45 phút tiếng súng ngưng lại, có năm người trong phía tấn công bị giết và phát ngôn viên quân sự Pakistan nói phía chính phủ làm chủ tình hình. Tuy nhiên, hơn một giờ sau đó có súng nổ từ ngay bên trong và có tin rằng các tay súng lọt vào được bên trong Bộ Tổng Tham mưu. Lúc đầu báo cáo có sáu quân nhân chính phủ thiệt mạng và năm người bị thương. Trong số người chết có một trung tá và một chuẩn tướng. Cuộc tấn công có vẻ nhằm mục đích chứng minh cho quân đội thấy rằng phía phiến quân sẽ gia tăng cường độ tấn công khắp nước để đáp trả việc chính quyền dự trù mở cuộc hành quân nhắm vào căn cứ địa của phiến quân trong vùng Nam Waziristan.

## Chiến dịch Janbaz
Ngày 11 tháng 10, Chủ Nhật, lính biệt kích Pakistan tiến đánh Bộ Tổng Tham mưu của họ để giải cứu 30 con tin bị phiến quân Hồi giáo giam giữ. Có ba con tin và bốn phiến quân bị giết trong cuộc đối đầu kéo dài 22 giờ đồng hồ và chấm dứt với việc bắt giữ kẻ chỉ huy cuộc tấn công. Cuộc đột kích, khiến hơn 20 người thiệt mạng, là cuộc tấn công lớn lần thứ ba tại Pakistan chỉ trong vòng một tuần. Điều này cho thấy phiến quân còn giữ được khả năng tấn công vào ngay trung tâm của lực lượng an ninh Pakistan dù rằng có các cuộc hành quân tảo thanh của phía chính phủ vào sào huyệt của họ và sau vụ lãnh đạo Taliban Baitullah Mehsud bị giết trong một cuộc tấn công bằng phi cơ không người lái của Cơ quan Tình báo Trung ương Hoa Kỳ vào tháng 8 năm 2009. Một phiến quân bị bắt tên là Mohammed Aqeel, và được cho rằng là kẻ cầm đầu băng nhóm và chỉ đạo vụ tấn công đội tuyển cricket của Sri Lanka ngày 3 tháng 3.

## Phản ứng
Bộ trưởng Nội vụ Rehman Malik nói cuộc tấn công này chỉ làm tăng thêm quyết tâm của chính quyền là mở cuộc hành quân tiêu diệt thành phần phiến loạn.